# Valentin de los Santos
Valentin de los Santos foi um líder religioso e ativista político filipino. Santos fundou e liderou o Lapiang Malaya, um movimento político que se opunha ao governo de Ferdinand Marcos.

## Biografia
Valentin de los Santos nasceu na ilha filipina de Luzon no início do século XX. Na década de 1940, Santos iniciou um movimento político de base cristã no norte de Luzon, defendendo maior igualdade econômica e social. Muitas pessoas foram atraídas pelo estilo de liderança de Santos, que o envolvia ensinar novos métodos de oração às pessoas. Como observado por uma fonte, Santos ensinou a seus seguidores uma "bela maneira" de orar e interagir positivamente com os outros; isso contrastava com os padres filipinos, que se concentravam mais na pregação e em funções comunitárias. As mensagens de Santos também centravam-se na não violência, na igualdade e no nacionalismo — credos políticos que ajudaram o Lapiang Malaya a angariar apoio entre os povos mais pobres de Luzon. O partido apoiou Santos quando ele concorreu à presidência nas eleições presidenciais filipinas de 1957.
Além de ser o líder dos Lapiang Malaya, Santos tornou-se conhecido em Luzon por seu carisma. Também era supostamente dotado de habilidades de cura, força sobre-humana e invulnerabilidade a balas; algumas dessas crenças eram compartilhadas por outros membros dos Lapiang Malaya. Seus seguidores também acreditavam que Santos havia inventado diversas coisas, incluindo o semáforo. Ele igualmente teria tido contato direto com Bathala (deus supremo) e com filipinos notáveis do passado, como José Rizal.
Na primavera de 1967, Santos e os Lapiang Malaya organizaram um comício político na capital filipina, Manila, onde pretendiam derrubar pacificamente o governo de Ferdinand Marcos. A organização marchou até o Palácio de Malacañang em 20 de maio, mas foi interceptada pela Philippine Constabulary. Eles estavam armados com facas bolo e anting-anting, ou amuletos. A multidão foi finalmente dispersada à força, resultando na morte de 33 pessoas, após o que Santos foi preso. Ele foi considerado louco pelo governo filipino e internado no Centro Nacional de Saúde Mental, onde foi morto por outro paciente. Após sua prisão e morte, seu genro, Domingo De Guia, o substituiu como chefe da Lapiang Malaya.

## Nota
- Este artigo foi inicialmente traduzido, total ou parcialmente, do artigo da Wikipédia em inglês cujo título é «Valentin de los Santos».